# Gustav Niessl von Mayendorf
Gustav Niessl von Mayendorf, também Mayendorff, Maiendorf, frequentemente citado como G. von Niessl (Verona, 26 de abril de 1839 – Hütteldorf, Viena, 1 de setembro de 1919), foi um astrônomo e micologista austríaco.
Filho de um oficial da artilharia, estudou no k.k. Polytechnisches Institut em Viena, onde foi assistente de geometria prática de Josef Philipp Herr.
Niessl trabalhou inicialmente com geodésia. Como astrônomo trabalhou com a trajetória de meteoros, e publicou um artigo sobre o assunto na Encyklopädie der mathematischen Wissenschaften (1907).
Foi desde 1904 membro correspondente da Academia Austríaca de Ciências.